# تلمبه رضاآباد سالاری
تلمبه رضاآباد سالاری، یک آبادی از توابع بخش مرکزی، شهرستان کرمان در استان کرمان ایران است.

## جمعیت
این آبادی در دهستان اختیارآباد قرار دارد و براساس سرشماری مرکز آمار ایران در سال ۱۳۹۵، جمعیت آن ۱۰۴ نفر (۳۷ خانوار) بوده‌است.